# Systemfehler – Wenn Inge tanzt
Systemfehler – Wenn Inge tanzt ist eine deutsche Musikkomödie des Regisseurs Wolfgang Groos aus dem Jahr 2013. Der Film kam am 11. Juli 2013 ins Kino und erschien am 31. Januar 2014 auf DVD und Blu-ray.

## Handlung
Max und seine Schulkameraden haben eine Band namens „Systemfehler“. Ihr Song „Wenn Inge tanzt“, in dem sie sich über ihre Mitschülerin Inge lustigmachen, hat es zu einem gewissen Grad an Ruhm gebracht, so dass ihnen der Manager Dan Biermann anbietet, als Vorgruppe von Madsen unter der Bedingung aufzutreten, dass sie dort neben weiteren Liedern ihrer Wahl „Wenn Inge tanzt“ singen sollen. Das Angebot wollen Max und die anderen nicht ausschlagen und sagen zu, obwohl sich Gitarrist Joscha beide Hände verletzt hat. Der Onkel von Max und ehemalige Schlagerstar Herbert „Herb“ König ist der Gitarrencoach von Max’ Klassenkameradin Inge, die sich mit Max alles andere als gut versteht.
Max fragt sie dennoch, ob sie Joscha ersetzen kann. Inge sagt unter einigen Bedingungen zu. Die größte: Sie dürfen „Wenn Inge tanzt“ nicht mehr spielen. Die Jungs gehen in der Hoffnung darauf ein, dass sie Inge dazu bringen können, den Song doch zu spielen. Eine weitere Bedingung ist, dass die Band auch beim Benefiz-Sommerfest der Schule auftreten soll. Hier macht sich Max über die Lehrerband der Musiklehrerin Frau Stranger lustig, woraufhin sie ihm den Schlüssel zum Proberaum wegnimmt. Sie brechen nachts in der Schule ein und nehmen die Instrumente mit. Nachdem sie ein Fotoshooting für den Auftritt absolviert haben, verbinden sie unter dem Vorwand Inges Augen, sie einem Bandritual unterziehen zu wollen, damit sie die Madsen-Plakate mit dem Hinweis auf Systemfehler und den Song „Wenn Inge tanzt“ nicht sieht. Die Band fährt sie zum Flussufer: Max und Inge werden von den restlichen Bandmitgliedern alleine gelassen und kommen sich näher.
Auf einer Party am Abend küssen sich Inge und Max zum ersten Mal. Joscha übt mit seinen angeschlagenen Händen und bekommt wieder ein paar Töne auf die Gitarre. Er hört, wie Max und der Schlagzeuger Lukas die Gitarrenfähigkeiten von Inge loben und erzählt Inge dann aus Eifersucht, dass von Anfang an geplant war, den Song zu spielen. Inge ist sauer und will das Konzert platzen lassen. Herb überredet sie, ihn zum Konzert zu begleiten. Als Max auf der Bühne erklärt, den Song nicht mehr spielen zu wollen, kommt Inge auf die Bühne und spielt ihn zusammen mit der Band, wodurch das Konzert gerettet ist und die Band schließlich einen Plattenvertrag erhält. Inge ist nun ebenfalls Bandmitglied. Am Schluss besuchen Inge und Max seine Eltern, die auf Kuba wohnen.

## Kritik
„Es ist eine deutsche Komödie, in der Schwung und Spaß drinstecken, auch weil junge Schauspieler dies ebenso überzeugend wie stimmig rüberbringen. Das Drehbuchteam hat es tatsächlich verstanden, unterhaltsame, pointierte Pubertätsspitzen zu setzen.“

„‚Systemfehler – Wenn Inge tanzt‘ ist eine schwungvolle, aber extrem oberflächlich erzählte Teenie-Komödie, die durch gute Musikeinlagen und einen denkwürdigen Auftritt von Altrocker Peter Kraus aufgewertet wird.“

„Der Film wird vermutlich nicht auf ewig im Gedächtnis bleiben, sondern bietet eher kurzweilige Unterhaltung für einen Abend. Ist man erstmal mit den Charakteren warm geworden, so bietet die eigenwillige Band und ihre Geschichte jede Menge Spaß. Der Film wird von seiner Musik getragen, so dass man sich im Nachhinein eher an die Songs erinnert als an die Geschichte selbst. Trotz allem ist Systemfehler kein schlechter Film, sondern bietet mit seiner guten Besetzung, die bis in die Nebenrollen reicht, viele lustige Schauwerte.“

## Hintergrund
Der Film wurde von der Film- und Medienstiftung NRW, der Filmförderungsanstalt sowie dem Deutschen Filmförderfonds gefördert. Bis auf eine Szene in Kuba wurde er komplett in Nordrhein-Westfalen gedreht. Das Lied Wenn Inge tanzt wurde zunächst ohne Bezug zum Kinofilm veröffentlicht, in dem es dreimal mit jeweils anderen Texten vorkommt.
Die Mitglieder von Madsen spielen sich in einem kurzen Auftritt selbst.
Von der Deutschen Film- und Medienbewertung erhielt Systemfehler – Wenn Inge tanzt das Prädikat besonders wertvoll.
Das Logo der Band Systemfehler ist ein Barcode – 123456.